# Irene Moray
Irene Moray (Barcelona, 1992) es una fotógrafa y directora de cine española. En 2020, la Academia de las Artes y las Ciencias Cinematográficas de España (AACCE) premió su corto Suc de síndria, rodado en catalán, con el Goya a Mejor Cortometraje de Ficción.

## Biografía
Irene Moray nació en Barcelona, en 1992. Se matriculó en Bellas Artes, pero abandonó los estudios un año después.
En 2012 se trasladó a Berlín, donde concatenó diversos empleos (limpiadora, recepcionista en una galería, camarera y, finalmente, dependienta en una tienda de lujo). Allí comenzó a hacer fotografías de manera gratuita con la intención de darse a conocer. Poco después, decidió dedicarse plenamente a la fotografía. Además, en Alemania formó parte, durante tres años, del colectivo de performances the – – family. Con él actuó en distintas entidades culturales por toda Europa, como el Astrup Fearnley Museum de Oslo o la Chisenhale Gallery de Londres.

### Trayectoria profesional
Inspirado en sus vivencias berlinesas nació su primer corto de ficción: Bad lesbian, que ganó el premio a mejor corto en el Festival de jóvenes directores FiSH en Alemania. Este primer corto se hizo también con premios como el del público de Alcine.

Tras cuatro años en Alemania volvió a Barcelona, donde rodó Suc de Síndria, posteriormente estrenado en Berlinale Shorts. Compagina su labor como cineasta con trabajos de fotógrafa para distintas agencias, productoras y editoriales. Ha ejercido, además, como terapeuta reiki. 

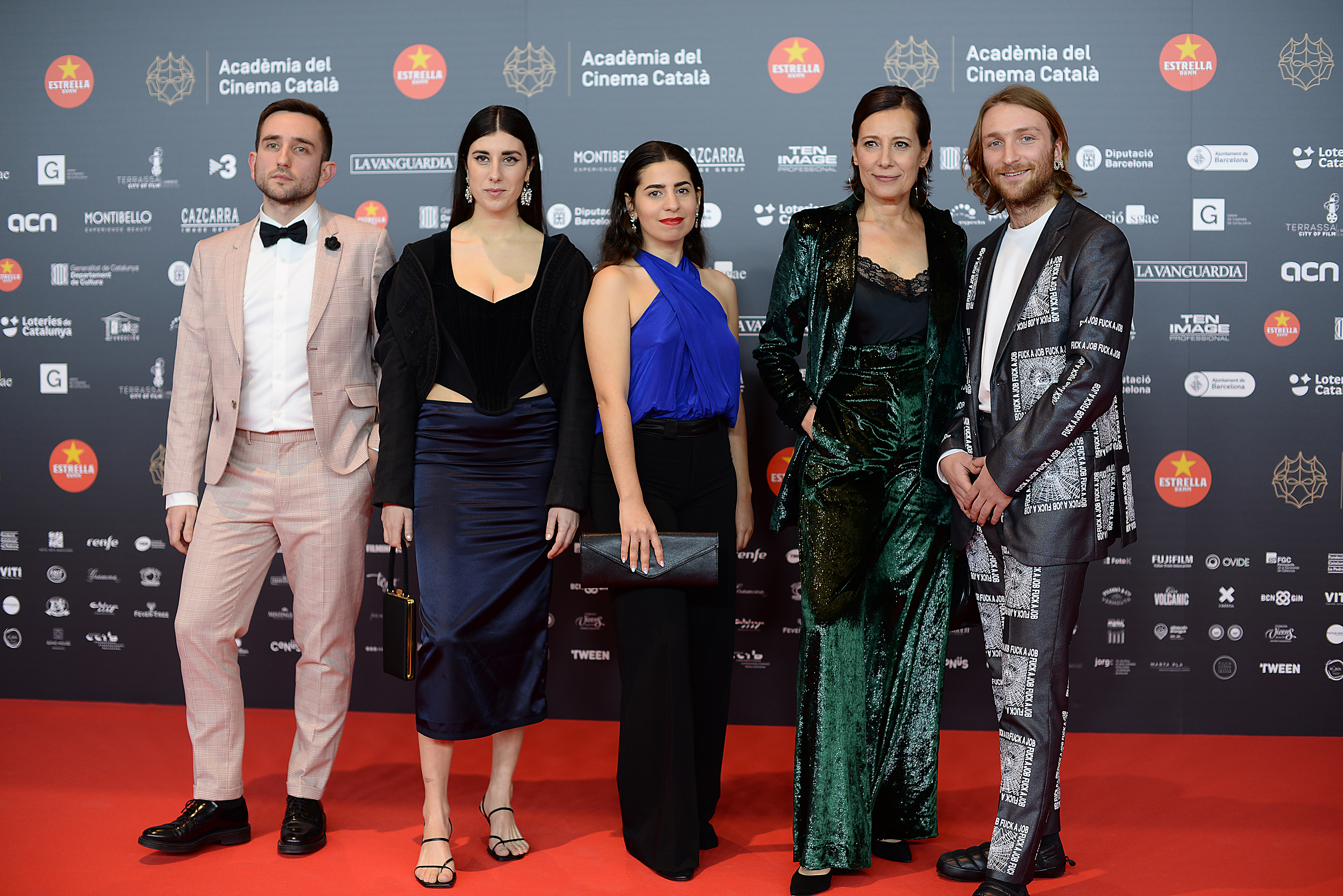
El equipo de Suc de Síndria en los Premios Gaudí 2020

### Discurso en los Goya
En la ceremonia de los 34 Premios Goya (Málaga) la directora recogió, junto a Miriam Porté, el galardón a Mejor Cortometraje de Ficción por Suc de síndria, que le fue entregado por Clara Lago. La película superó a El nadador, de Pablo Barce; Foreigner, de Carlos Violadé; y Maras, de Salvador Calvo. En el discurso pronunciado, la ganadora habló a las supervivientes de violencia sexual y proclamó "el derecho de estas mujeres a hacer ruido, a triunfar, coger espacio en la vida y en el mundo, a correrse y a ser quien ellas quieren ser".

## Premios y nominaciones
| Año  | Categoría          | Película       | Resultado |
| ---- | ------------------ | -------------- | --------- |
| 2020 | Mejor Cortometraje | Suc de síndria | Ganadora  |

### Otros premios y nominaciones
- 2019 - Festival de Berlín  Selección EFA por Suc de síndria
- 2019 - European Film Awards  Nominación - Mejor Cortometraje por Suc de síndria
- 2019 - D'A Film Festival  Sección Oficial - Cortos por Suc de síndria
- 2019 - Festival de Málaga  Mejor Actriz por Suc de síndria
- 2019 - ALCINE  Premio del Público por Bad Lesbian
- 2019 - Indielisboa  Sección Oficial - Cortos por Suc de síndria
- 2019 - Festival de Londres  Sección Oficial - Cortos por Suc de síndria
- 2019 - Festival de Las Palmas  Sección Oficial - Cortos por Suc de síndria
- 2019 - Semana de Cine de Medina del Campo  Mejor Actriz por Suc de síndria
- 2020 - Premios Gaudí Mejor Cortometraje por Suc de síndria

## Filmografía

### Como actriz
- 2018 - Bad lesbian

### Como directora
- 2018 - Bad lesbian
- 2019 - Suc de síndria

### Como fotógrafa
- 2017 - Júlia ist
- 2017 - Snowflake